# Polly of the Circus (1932)
Polly of the Circus is een pre-Code film uit 1932 onder regie van Alfred Santell. De film is gebaseerd op het gelijknamige toneelstuk uit 1907 van Margaret Mayo. Destijds werd de film in Nederland uitgebracht onder de titels Polly, het circusmeisje en Het meisje uit het circus. Een eerdere gelijknamige versie werd uitgebracht in 1917, onder regie van Edwin L. Hollywood en met Mae Marsh en Vernon Steele in de hoofdrollen.

## Verhaal
Trapeze-artieste Polly is beledigd als een affiche ter promotie van het circus een afbeelding van haar bevat waar haar onbedekte benen op te zien zijn. Ze denkt dat de minister van de stad, priester John Hartley er verantwoordelijk voor is en confronteert hem. Hij is echter niet aansprakelijk voor het incident. Nog diezelfde avond wordt ze lastiggevallen door een man die het affiche heeft gezien. Ze valt hierbij op de grond en raakt ernstig gewond. John verzorgt haar in zijn appartement totdat ze hersteld is. Zijn hulpje Downey kijkt op haar neer en behandelt haar alsof ze vuil is.
Gedurende de weken dat ze bij hem verblijft, worden Polly en John verliefd op elkaar. Op een avond dat hij laat thuiskomt van werk, merkt hij dat Polly speciaal voor hem is opgebleven. Een romantisch moment volgt, waarbij ze elkaar zoenen. Downey is ondertussen dronken en wordt agressief naar Polly toe als hij ze ziet zoenen. John stuurt hem weg en wordt uitgemaakt voor een immorele man. Polly krijgt in loop den duur het gevoel dat ze niet goed genoeg is voor John. Hij heeft namelijk een belangrijke politieke functie, terwijl zij een circusmeisje is waar iedereen op neerkijkt. Hij wil haar echter niet verliezen en vraagt haar ten huwelijk.
Hoewel Johns oom, bisschop James Northcott tegen een huwelijk tussen de twee is, trouwen ze al snel. Het huwelijk wordt beschouwd als een schandaal en John verliest na enkele maanden zijn functie. Hij krijgt een baan als bijbelverkoper, maar verdient er niet veel geld mee. Polly, die al die maanden heeft gediend als de huisvrouw, biedt aan terug naar het circus te gaan. John is bang zijn waardigheid te verliezen en staat dit niet toe. Polly denkt dat John beter zonder haar af is en doet alsof ze niet meer van hem houdt, zodat hij een scheiding aanvraagt.
Omdat John zeer betrokken is bij de kerk, ziet hij een scheiding niet als mogelijkheid. Polly ziet daarom zelfmoord als de enige oplossing. Ze gaat terug naar het circus, waar ze expres een gevaarlijke stunt fout wil laten gaan, zodat zij bij een ongeval om het leven komt. John is op de hoogte gesteld van haar plannen en gaat met spoed naar het circus om haar tegen te houden. Ze is blij met zijn komst en omhelst hem. Uiteindelijk krijgt John het zegen van zijn familie om met Polly als zijn vrouw te hebben en wordt hun huwelijk niet meer als een schandaal gezien.

## Rolbezetting
| Acteur          | Personage                |
| --------------- | ------------------------ |
| Marion Davies   | Polly Fisher             |
| Clark Gable     | Priester John Hartley    |
| C. Aubrey Smith | Priester James Northcott |
| Raymond Hatton  | Downey                   |
| David Landau    | Beef                     |
| Ruth Selwyn     | Mitzi                    |
| Maude Eburne    | Mevrouw Jennings         |
| Ray Milland     | Plekaanwijzer in de kerk |

## Achtergrond
De film kreeg wisselvallige reviews. Sommige critici prezen het acteerwerk van Marion Davies en Clark Gable, terwijl anderen van mening waren dat ze allebei een rol speelden die niet voor ze geschikt waren. Gable was het daar zelf mee eens. Hij wilde de rol niet spelen, maar werd gedwongen door de studio mee te werken. Het lukte hem wel enkele herschrijvingen aan het script te laten aanbrengen, maar hij was alsnog niet tevreden en liep weg van het project. William Randolph Hearst, de minnaar van Davies, bood hem een nieuw contract van $2.000 per week aan, op voorwaarde dat hij de film zou maken. Wegens een aanzienlijk salarisverhoging, besloot Gable uiteindelijk toch mee te werken.
In 1917 werd ook een verfilming gemaakt van het toneelstuk als stomme film. In deze versie had het personage van John (gespeeld door Vernon Steele) een ander achternaam. De plot kwam wel overeen met de versie uit 1932. De filmversie uit 1917 zou herinnerd worden als de eerste film die werd uitgebracht door de studio Goldwyn Pictures Corporation.